# ヴァン (ファイナルファンタジー)
ヴァン（Vaan）は、スクウェア・エニックスのコンピュータゲーム「ファイナルファンタジーシリーズ」に登場する架空の人物で、『ファイナルファンタジーXII』および『ファイナルファンタジーXII レヴァナント・ウィング』の主人公。

## 登場作品
- ファイナルファンタジーXII
- ファイナルファンタジーXII レヴァナント・ウィング
- ファイナルファンタジータクティクス A2 封穴のグリモア
- ドラゴンクエスト&ファイナルファンタジー in いただきストリートSpecial
- ドラゴンクエスト&ファイナルファンタジー in いただきストリートポータブル
- ディシディア デュオデシム ファイナルファンタジー
- シアトリズム ファイナルファンタジー、シアトリズム ファイナルファンタジー カーテンコール
- ファイナルファンタジー エクスプローラーズ
- ファイナルファンタジー ブリゲイド
- ディシディア ファイナルファンタジー (アーケードゲーム)
- ピクトロジカ ファイナルファンタジー
- ファイナルファンタジー レコードキーパー
- ファイナルファンタジー ブレイブエクスヴィアス
- ディシディア ファイナルファンタジー オペラオムニア

## 担当声優
- 武田航平
  - 『ファイナルファンタジーXII』日本語版
  - 『ファイナルファンタジーXII レヴァナント・ウイング』ジャンプフェスタ2007トレーラー音声
  - 『FINAL FANTASY XII THE ZODIAC AGE』日本語版音声[1]
- ボビー・エドナー
  - 『ファイナルファンタジーXII』英語版
  - 『ディシディア デュオデシム ファイナルファンタジー』英語版
  - 『FINAL FANTASY XII THE ZODIAC AGE』
- 小野賢章
  - 『ディシディア デュオデシム ファイナルファンタジー』日本語版
  - 『ディシディア ファイナルファンタジー (アーケードゲーム)』
  - 『ディシディア ファイナルファンタジー オペラオムニア』
  - 『ファイナルファンタジー エクスプローラーズ』

### ヴァンの声優変更について
- 武田はディシディア1作目のディシディア ファイナルファンタジーでヴァンの参戦が叶わずブログで出演したかった事を嘆いていた。そしてデュオデシムの時に開発スタッフは武田航平に何度もオファーをしていたが、武田と武田の前の所属事務所のサーカスと折り合いがつかずサーカスから断られる。武田ではないからヴァンの出演を見合わせるという意見も出たが、ユーザーからの要望もありオーディションを開いて小野賢章に変更して登場した。
- その後も武田の復帰を望む声が多く、武田は2015年3月6日の自らのブログの記事で自らに非があって降板し小野にも感謝していたものの、ヴァンとして復帰したいと表明していた[2]。この言動は自分が原因と自覚しておきながら身勝手、女々しいとも取られネット上で賛否両論が巻き起こった。そしてアーケード版のヴァンの声優発表の時に小野と正式に発表された後には再びなぜ武田ではないのかという議論が起こった。この件について11月24日のディシディアのニコニコ生放送に出演したディシディアのプロデューサーの間一朗はディシディアでのヴァン役の小野は代役ではなく武田から小野に交代という意味であり、難しい状況の中で受けてくれた小野と事務所に対する敬意を含めた意味で今後もディシディアとしては小野を起用していくと明言した[3]。
- 2016年6月6日に公表されPS4で発売される予定のFF12インターナショナル版『FINAL FANTASY XII INTERNATIONAL ZODIAC JOB SYSTEM』に改良を加えHD化した『FINAL FANTASY XII THE ZODIAC AGE』の日本語版キャストは武田と武田の公式SNSやブログや公式サイトで告知された。
- 2016年8月6日の演劇集団キャラメルボックスのサマーツアーの演目の1つの『彼女は雨の音がする』にゲスト出演中の武田にスクウェア・エニックスのFF12HDのスタッフの加藤弘彰と秋山淳、パンネロ役の小澤真利奈が観劇に訪れてFF12HDチームから花を贈っており、武田はまたヴァンとして生きれることがとにかく嬉しいと話している[4]。花は同公演の大阪公演の際にもFF12HD開発チームから贈られた[5]。

## 人物
アルケイディア王国の植民地となったラバナスタのダウンタウンに住む、空賊になることを夢見る孤児。外見は、金髪にブルーグレイの目をした少年。
一人称は「オレ（稀に「俺」時点もあり）」。二人称は「おまえ（アーシェや幼馴染のパンネロ、年下のキャラに対して多い）・あんた」である。設定年齢は17歳（FFXII）→18歳（FFXIIRW）。身長170cm。
味方の大抵からは呼び捨てで呼ばれることも多い（なお、フランからは「坊や」、バルフレアからは「コソドロ」、年下のカイツからは「ヴァン兄」と呼ばれることもある）。
アラブ系を意識した衣装を着ている。子供っぽい性格をしており、王女であるアーシェに「お前」呼ばわりや女性であるフランに年齢を聞くなどの常識が抜けている面もあるが、大事な場面での彼の言葉は印象的。
また、アルケイディアへの復讐か共存かを悩んでいたアーシェを気遣うなど優しく、正義感もあるなどナルビナの牢屋で囚人に暴力を振るうシーク族にやめるように言っていた。また、カイツやフィロといった孤児たちに慕われている。
両親はヴァンが12歳の時に流行病で亡くしており、その後幼馴染であるパンネロの両親の世話になっていたが、パンネロの両親はアルケイディアがダルマスカに侵攻した際に亡くなった。
レックスという兄がいるが、本編開始の2年前に国王暗殺犯の一味として拷問を受けた。その結果廃人同然の身になり、一年後に亡くなった。

## 各作品での活躍

### ファイナルファンタジーXII（FFXII）
アルケイディア帝国兵のスリをして、生計を立てていたヴァンは空賊になるという夢を持ちつつも、退屈な日々を送っていた。
ある日アルケイディア帝国皇帝の三男であるヴェイン・カルダス・ソリドールがラバナスタに新たな執政官として赴任してきた。これを機にアルケイディアに一泡吹かせようと考えたヴァンは、ダルマスカ王宮に潜入し、ダルマスカ王家の宝である「女神の魔石」を手に入れる。しかしそこで空賊であるバルフレアとフランと宝の奪い合いになり、混乱の最中で解放軍のアマリア（死んだと思われていたダルマスカ王国の王女アーシェ）と出会う。それを皮切りに帝国やその裏に潜む神にも等しい存在の思惑に巻き込まれていく。
仲間たちとの冒険を通じて成長を見せ、空賊になるという言葉は帝国に対して何もできないでいる自分の気持ちを誤魔化すためだったことや、死んでしまった人（兄レックス）の思いは自分たちで考えるしかないと本当の意味で前向きになっていく。
帝国を掌握したヴェイン率いる帝国軍と解放軍が交戦した際は、誰よりも張り切って故郷を守るために奮闘していた。空中要塞バハムート内部でヴェインと対峙し、真の兄仇であるヴェインの胸をガブラスの剣で貫いた。

### ファイナルファンタジーXII レヴァナント・ウイング（FFXIIRW）
『FFXII』から一年が経過しており、スタッフによれば外伝的な位置付けの作品。
バルフレアに誘われ、パンネロと共に自前の飛空艇でベルベニア地方にあるグレバドス遺跡へ向かい、そこで「グレバドスの秘宝」を手に入れる。その後、ヴァンはパンネロやカイツ、フィロ、トマジと共に、ラバナスタに飛来した謎の飛空艇「ベイルージュ」に乗り込み、浮遊大陸「レムレース」で新しい冒険を始める。

### ファイナルファンタジータクティクス A2 封穴のグリモア（FFTA2）
『FFXII』から数年が経ち、パンネロと共に立派な空賊へと成長した。経験を積んだためかいくらか落ち着きがあり、余裕のある態度を見せるが、根本的な性格は変わっていない。衣装、主に上半身が変更されている。
本編でのある事件によって舞台となるユトランド中に名が知られ、「最速の空賊」と名乗る偽物が現れるようになった。ヴァン本人は「『最速の空賊』はオレじゃない」と否定しつつも「いつか追い抜いてやる」と言っている。